# كاهن مرتل
| V28 | T28 | D58 |

| V28 | T28 | D58 |

كاهن مرتل يظهر على اليمين وخلفه خادم إله يقدمان قربانا من الإوز الحي، من مقبرة عمدة طيبة منتومحات في الأقصر، من عهد الأسرة السادسة والعشرين.

الكاهن المرتل كان كاهنًا في مصر القديمة يتلو التعاويذ والتسابيح خلال الطقوس في المعابد والمراسم الرسمية. كما كان هؤلاء الكهنة يقدمون خدماتهم للعلمانيين (أي غير السالكين السلك الكهنوتي من الناس)، فيتلون النصوص خلال الطقوس الخاصة أو في الجنازات. لذلك كانوا من أبرز ممارسي "السحر" (حكا) في مصر القديمة. في الأدب المصري القديم، غالبًا ما يُصوَّر الكهنة المرتلون كحافظي المعرفة السرية ومؤدي الأعمال السحرية المدهشة.
كان الكاهن المرتل الأعلى في المعبد، يدير أرشيف النصوص الطقسية في معبده الذين يعمل فيه.
عادة ما يُستخدم مصطلح "الكاهن المرتل" لترجمة اللقب المصري غري حاب أو غري حبت، الذي يعني حرفيًا "حامل كتاب الطقوس". كان مصطلح الكاهن المرتل الأعلى، غري حاب غري تپ، مرتبطًا بالسحر لدرجة أن المصطلح المختصر غري تپ أصبح يعني "الساحر" بشكل عام في اللغة المصرية المتأخرة.
كان الكهنة المرتلون يرتدون وشاحًا عبر الصدر يدل على منصبهم.